# Promoción de Honor de Martinica
El Promoción de Honor de Martinica es la segunda liga de Martinica. Fue fundado en 1935 y participan 26 equipos en la competición.

## Championnat Promotion d'Honneur 2022/23

### Grupo A
- ASC Hirondelle
- CS Vouclinois
- Éclair de Rivière-Salée
- Entente Lucéenne FC
- Entente Sainte-Anne FC
- Éveil des Trois-Ilets
- JS Eucalyptus
- New Stars Ducos FC
- Olympique Marin
- RC Rivière-Pilote
- SC Lamentinois
- Stade Spiritain

### Grupo B
- AS Morne des Esses
- ASC Emulation
- Essor-Préchotain
- Étendard de Bellefontaine
- Excelsior Schoelcher
- La Gauloise Trinité
- Océanic Club
- RC Lorrain
- Réal Tartane
- Réveil-Sportif
- UJ Monnerot
- US Riveraine

## Palmarés
| Temporada | Campeón                                                                  |
| --------- | ------------------------------------------------------------------------ |
| 1935      | Aigle Sportif                                                            |
| 1936      | Entente Sainte-Anne FC                                                   |
| 1937      | Stade Spiritain                                                          |
| 1938      | La Gauloise Trinité                                                      |
| 1939-41   | No disputado                                                             |
| 1942      | Entente Sainte-Anne FC                                                   |
| 1943      | Aiglon du Lamentin                                                       |
| 1944      | Excelsior Schoelcher                                                     |
| 1945      | Aigle Sportif                                                            |
| 1946-51   | No disputado                                                             |
| 1951-52   | Intrépide Fort de France                                                 |
| 1952-53   | Excelsior Schoelcher                                                     |
| 1953-54   | Aigle Sportif                                                            |
| 1954-55   | Desconocido                                                              |
| 1955-56   | Assaut Saint-Pierre y Club Franciscain                                   |
| 1956-57   | Excelsior Schoelcher y Aiglon du Lamentin                                |
| 1957-58   | Renouveau Le Carbet y Olympique Marin                                    |
| 1958-59   | Excelsior Schoelcher y AS New Club                                       |
| 1959-60   | US Robert                                                                |
| 1960-61   | Club Franciscain                                                         |
| 1961-62   | La Gauloise Trinité y SC Lamentinois                                     |
| 1962-63   | RC Rivière-Pilote y Excelsior Schoelcher                                 |
| 1963-64   | SC Lamentinois                                                           |
| 1964-65   | Club Franciscain                                                         |
| 1965-66   | CS Vauclinois                                                            |
| 1966-67   | Olympique Marin y Excelsior Schoelcher                                   |
| 1967-68   | US Robert y Stade Spiritain                                              |
| 1968-69   | Olympique Marin                                                          |
| 1969-71   | Desconocido                                                              |
| 1971-72   | Essor-Préchotain                                                         |
| 1972-73   | AC Vert-Pré                                                              |
| 1973-74   | AS Samaritaine                                                           |
| 1974-75   | Excelsior Schoelcher                                                     |
| 1975-76   | Etendard de Bellefontaine, US Robert, CS Vauclinois y Aiglon du Lamentin |
| 1976-77   | Good Luck FC y Roneuveau Le Carbet                                       |
| 1977-78   | CS Espoir Sainte-Luce y AS Étolie Basse-Pointe                           |
| 1978-79   | CS Case-Pilote y Réal Tartane                                            |
| 1979-80   | US Robert                                                                |
| 1980-94   | Desconocido                                                              |
| 1994-95   | US Marinoise                                                             |
| 1995-96   | Desconocido                                                              |
| 1996-97   | Assaut Saint-Pierre                                                      |
| 1997-99   | Desconocido                                                              |
| 1999-00   | AS New Club                                                              |
| 2000-01   | Desconocido                                                              |
| 2001-02   | Aiglon du Lamentin                                                       |
| 2002-03   | Club Colonial                                                            |
| 2003-04   | RC Saint-Joseph y Éclair de Rivière Salée                                |
| 2004-05   | Golden Star                                                              |
| 2005-06   | Good Luck FC                                                             |
| 2006-07   | AS New Club                                                              |
| 2007-08   | ASC Emulation                                                            |
| 2008-09   | Club Colonial                                                            |
| 2009-10   | AS Samaritaine                                                           |
| 2010-11   | US Diamantinoise                                                         |
| 2011-12   | Good Luck FC                                                             |
| 2012-13   | AS Samaritaine                                                           |
| 2013-14   | CS Case-Pilote                                                           |
| 2014-15   | Excelsior Schoelcher                                                     |
| 2015-16   | JS Eucalyptus                                                            |
| 2016-17   | AS Samaritaine                                                           |
| 2017-18   | US Robert                                                                |
| 2018-19   | Réveil-Sportif                                                           |
| 2019-20   | Assaut Saint-Pierre y Golden Star                                        |
| 2020-21   | No otorgado                                                              |
| 2021-22   | Club Péléen                                                              |

## Títulos por club
| Club                        | Ciudad         | Campeón | Años Campeón                                   |
| --------------------------- | -------------- | ------- | ---------------------------------------------- |
| Excelsior Schoelcher        | Schoelcher     | 8       | 1944, 1953, 1957, 1959, 1963, 1967, 1975, 2015 |
| US Robert                   | Le Robert      | 5       | 1960, 1968, 1976, 1980, 2018                   |
| Aiglon du Lamentin          | Le Lamentin    | 4       | 1943, 1957, 1976, 2002                         |
| AS Samaritaine              | Sainte-Marie   | 4       | 1974, 2010, 2013, 2017                         |
| Aigle Sportif               | Fort-de-France | 3       | 1935, 1945, 1954                               |
| Club Franciscain            | Le François    | 3       | 1956, 1961, 1965                               |
| Olympique Marin             | Le Marin       | 3       | 1958, 1967, 1969                               |
| AS New Club                 | Petit-Bourg    | 3       | 1959, 2000, 2007                               |
| Good Luck FC                | Fort-de-France | 3       | 1977, 2006, 2012                               |
| Assaut Saint-Pierre         | Saint-Pierre   | 3       | 1956, 1997, 2020                               |
| Entente Sainte-Anne FC      | Sainte-Anne    | 2       | 1936, 1942                                     |
| La Gauloise Trinité         | La Trinité     | 2       | 1938, 1962                                     |
| SC Lamentinois              | Le Lamentin    | 2       | 1962, 1964                                     |
| Stade Spiritain             | Saint-Esprit   | 2       | 1937, 1968                                     |
| CS Vauclinois               | Le Vauclin     | 2       | 1966, 1976                                     |
| Roneuveau Le Carbet         | Le Carbet      | 2       | 1958, 1977                                     |
| Club Colonial               | Fort-de-France | 2       | 2003, 2009                                     |
| CS Case-Pilote              | Case-Pilote    | 2       | 1979, 2014                                     |
| Golden Star                 | Fort-de-France | 2       | 2005, 2020                                     |
| Intrépide de Fort-de-France | Fort-de-France | 1       | 1952                                           |
| RC Rivière-Pilote           | Rivière-Pilote | 1       | 1963                                           |
| Essor-Préchotain            | Le Prêcheur    | 1       | 1972                                           |
| AC Vert-Pré                 | Le Robert      | 1       | 1973                                           |
| Etendard de Bellefontaine   | Bellefontaine  | 1       | 1976                                           |
| CS Esport Sainte-Luce       | Sainte-Luce    | 1       | 1978                                           |
| AS Étolie Basse-Pointe      | Basse-Pointe   | 1       | 1978                                           |
| Réal Tartane                | La Trinité     | 1       | 1979                                           |
| US Marinoise                | Le Marin       | 1       | 1995                                           |
| RC Saint-Joseph             | Saint-Joseph   | 1       | 2004                                           |
| Éclair de Rivière-Salée     | Rivière-Salée  | 1       | 2004                                           |
| ASC Emulation               | Schoelcher     | 1       | 2008                                           |
| US Diamantinoise            | Le Diamant     | 1       | 2011                                           |
| JS Eucalyptus               | Le François    | 1       | 2016                                           |
| Réveil-Sportif              | Le Gros-Morne  | 1       | 2019                                           |
| Club Péléen                 | Le Morne-Rouge | 1       | 2022                                           |